# Applied Spectroscopy Reviews
Applied Spectroscopy Reviews è una rivista scientifica peer-review che produce articoli di recensione sulla spettroscopia. L'editor-in-chief è il professore Joseph Sneddon (McNSU, 
US-LA).

## Finalità
La rivista ha un ruolo internazionale e interdisciplinare e fornisce le ultime informazioni su principi, metodi e applicazioni di molti dei diversi rami della spettroscopia, principalmente sui raggi-X, sull'infrarosso, sulla Raman, su quella atomica, su quella di massa ed NMR, luminescenza/fluorescenza, sui sensori ottici, e sulla microspettrometria.

## Servizi d'indicizzazione e di abstract
La rivista viene riportata dalle seguenti basi di dati bibliografiche: 
- EBSCOhost

Current Abstracts

Engineering Source

GeoRef

Science and Technology Collection

STM Source 

TOC Premier

- Elsevier BV

Compendex (COMPuterized Engineering InDEX)

Scopus 

- Genamics JournalSeek
- IAEA

INIS Collection Search (International Nuclear Information System)
- OCLC

ArticleFirst 

Electronic Collections Online 

- Ovid

GeoRef
- ProQuest

GeoRef 

Professional ProQuest Central 

ProQuest 5000 International 

ProQuest Science Journals 

- RSC

Analytical Abstracts Online
- The Engineering Index Monthly (DVD)
- Clarivate Analytics

Current Contents/Physical, Chemical & Earth Sciences

Science Citation Index Expanded (SCIE) 

Web of Science

Secondo il Journal Citation Reports, il giornale ha nel 2019 un impact factor di 5.162.